# Love Your Dum and Mad
Love Your Dum and Mad è il primo album in studio della cantante e musicista britannica Nadine Shah, uscito nel 2013 per la casa discografica belga Apollo Records.

| Recensione | Giudizio |
| ---------- | -------- |
| AllMusic   |          |

## Tracce
1. Aching Bones - 3:54
2. To Be a Young Man - 5:00
3. Runaway - 4:52
4. The Devil - 4:10
5. Floating - 5:21
6. All I Want - 4:15
7. Used It All - 3:36
8. Dreary Town - 4:32
9. Remember - 3:55
10. Filthy Game - 2:49
11. Winter Reigns - 6:46

## Formazione
Musicisti
- Nadine Shah - voce, composizione, testi, pianoforte, pianoforte preparato
- Ben Hiller - basso, batteria, chitarra, vibrafono, cori, pianoforte, composizione
- Simon McCabe - zither, chitarra, cori
- Jamie Miller - clarinetto
- Geoffrey Mitchell - corno
- Neill MacColl - chitarra
- Ben Nicholls - basso, cori
- Nick Webb - chitarra

Produzione
- Ben Hiller - produzione
- Bunt Stafford Clark - masterizzazione